# Первый национальный караимский съезд в Евпатории

Участники Первого национального обще-караимского съезда в Евпатории 1—9 ноября 1910 года.
В первом ряду сидят слева направо: газзан И. С. Сапак, М. С. Сарач, газзан С. И. Гумуш, газзан С. М. Нейман, таврический и одесский гахам С. М. Панпулов, и. д. трокского гахама И. Н. Фиркович, газзаны И. И. Султанский, И. М. Кефели, А. М. Кефели, М. Э. Фенерли.
Во втором ряду: М. Ш. Фуки, И. И. Танатар, М. С. Камбур, газзан Б. С. Ельяшевич, газзан М. С. Бейм, И. И. Казас, газзан Т. С. Леви, газзан С. С. Иртлач-Мангуби, Е. Ч. Майтоп, Е. Я. Калиф, З. Ю. Кефели.
В третьем ряду: Д. М. Кокизов, Ю. М. Шакай, Б. М. Сарач, С. А. Кальфа, С. С. Крым, Ш. В. Дуван, И. Ю. Гаммал, И. И. Кушлю, Ф. О. Харченко, С. С. Чуюн.

Первый национальный караимский съезд в Евпатории — всероссийский съезд караимов, прошедший с 1 по 9 ноября 1910 года в Евпатории. 
Прибыл 31 делегат практически от всех караимских общин из разных городов Российской империи: по 2 человека из Евпатории, Феодосии, Одессы и Москвы, по одному из Симферополя, Екатеринослава, Харькова, Петербурга, Мелитополя, Бахчисарая, Николаева, Севастополя, Ялты, один человек представлял Ригу, Орёл и Либаву, а также духовные лица из Евпатории, Трок, Феодосии, Одессы, Киева, Симферополя, Харькова, Москвы, Мелитополя, Бахчисарая, Николаева, Ялты.
В работе съезда преобладала религиозно-ритуальная тематика, и в этом отношении съезд может быть определён, скорее, как национально-религиозный.
Председательствовал Таврический и Одесский караимский гахам С. М. Панпулов.

### Обсуждаемые вопросы и постановления
Съезд постановил выделять ежегодно по 300 рублей на поддержание кенасс в крепости Чуфут-Кале и караимского кладбища, образовать фонд пожертвований для устройства музея и подворья для приезжих и избрать особую комиссию для выполнения этих мероприятий. Признали желательным преобразовать Александровское караимское духовное училище в Александровскую караимскую прогимназию. Решили также выделить 3000 рублей для нужд городской прогимназии в Бахчисарае. На съезде также было принято решение о переименовании караимской синагоги в кенасу.
Среди вопросов, которые обсуждались на съезде были вопросы допустимости браков со свояченицей после смерти жены, или браков двух братьев с двумя сестрами или браков брата и сестры одной семьи с сестрой и братом другой. Обсуждались также:
- меры, которые надо принять для упорядочения религиозно-нравственного воспитания караимского юношества;[2]
- способы и средства для поддержания древних караимских святынь Чуфут-Кале и древней караимской кенасы в Иерусалиме;[2]
- установление между караимами размера взносов, необходимых на содержание духовного управления и на другие общественные нужды;[2]
- установление порядка обязательного обучения караимских детей в учебных заведениях караимскому языку и караимскому Закону Божию;[2]